# Snoldelev Kirke
Snoldelev Kirke er en kirke i Snoldelev Sogn, Roskilde Domprovsti, Roskilde Kommune.

## Historie
Kirken er bygget over en ældre trækirke.

## Kirkebygningen
- Eksteriør
- Tårn
- Tårntrappe

## Interiør
Kirken har kalkmalerier fra romansk tid og fra o. 1550.

### Alter
Tekst mangler, hjælp os med at skrive teksten

### Prædikestol
Prædikestolen er fra 1594.

### Døbefont
Tekst mangler, hjælp os med at skrive teksten

### Orgel
Tekst mangler, hjælp os med at skrive teksten

## Gravminder
- Gravsten ved kirken
- Gravsten ved kirken

## Eksterne kilder og henvisninger
- Wikimedia Commons har flere filer relateret til Snoldelev Kirke
- Snoldelev Kirke Arkiveret 31. januar 2011 hos  Wayback Machine hos nordenskirker.dk
- Snoldelev Kirke hos denstoredanske.dk
- Snoldelev Kirke hos KortTilKirken.dk
- Snoldelev Kirke i bogværket Danmarks Kirker (udg. af Nationalmuseet)